# Азијски дивљи пас
Азијски дивљи пас, дола или азијски црвени пас (лат. Cuon alpinus) је врста сисара из породице паса.

## Распрострањеност
Ареал азијског дивљег пса обухвата већи број држава. Врста има станиште у Индији, Русији, Кини, Турској, Монголији, Казахстану, Пакистану, Тајланду, Лаосу, Бурми, Вијетнаму, Малезији, Индонезији, Бангладешу, Бутану, Камбоџи, Киргистану, Непалу и Таџикистану. Присуство у Кореји је непотврђено.

## Станиште
Станишта врсте су шуме, травна вегетација, речни екосистеми и пустиње.

## Угроженост
Ова врста се сматра угроженом.